# Octopus salutii
Octopus salutii är en bläckfiskart som beskrevs av Jean-Baptiste Vérany 1839.
Octopus salutii ingår i släktet Octopus och familjen Octopodidae. Inga underarter finns listade i Catalogue of Life.